# Ptilocleptis eickworti
Ptilocleptis eickworti är en biart som beskrevs av Michener 1978. Ptilocleptis eickworti ingår i släktet Ptilocleptis och familjen vägbin. Inga underarter finns listade i Catalogue of Life.